# Gilgamesch (Clemencic)
Gilgamesch ist das letzte Bühnenwerk des österreichischen Komponisten René Clemencic (1928–2022) und der österreichischen Librettistin Kristine Tornquist aus dem Jahr 2015 in Zusammenarbeit mit dem sirene Operntheater Wien. Die Geschichte entstammt dem Gilgamesch-Epos, der ältesten schriftlich überlieferten Geschichte der Menschheit.

## Handlung
Gilgamesch, der König von Uruk, riesenhaft und schön, zu einem Drittel ein Mensch, zu zwei Dritteln ein Gott, vernachlässigt seine herrschaftlichen Aufgaben, die Stadt leidet unter seiner Willkür.
Die Bürger von Uruk wenden sich an die Götter und flehen um Hilfe, woraufhin jene beschließen, ihn durch den Einfluss eines Gefährten zur Vernunft zu bringen.
Dieser Freund, Gefährte und Beschützer wird Enkidu, ein mit den Tieren lebender Mensch der Wildnis, der die Sprache der Tiere kennt und sich, wie sie, von Gras ernährt.
Schamchat, „die Üppige“, wird von den Göttern bestimmt, Enkidu in die Liebe und das kultivierte menschliche Leben einzuführen. Sieben Tage lieben sie einander, danach ist Enkidu der Wildnis entfremdet.
Enkidu erfährt von Gilgameschs Machtmissbrauch und ist empört. Es kommt zu einem Kampf zwischen den beiden körperlich ebenbürtigen Gegnern, der in ihrer Freundschaft einen glücklichen Ausgang findet.
Beide Freunde machen sich auf, Humbaba zu besiegen, den mächtigen Hüter des Zedernwaldes. Mit Hilfe von Enkidu und unter dem Schutz des Sonnengottes Schamasch gelingt es Gilgamesch, Humbaba zu besiegen. Ein Felsblock stürzt herab und teilt den Berg in zwei Gebirge, Libanon und Antilibanon.
Als Gilgamesch und Enkidu siegreich nach Uruk zurückkehren, erwartet sie dort Ischtar, die Gilgamesch als Mann begehrt. Ischtar ist die mächtige Stadtgöttin Uruks, Göttin der Liebe und Fruchtbarkeit, aber auch des Todes und des Krieges.
Der Held weist die Göttin zurück, die sich empört an ihren Vater Anu wendet und von ihm den Himmelsstier verlangt, der Gilgamesch vernichten soll. Aber auch diesen besiegen Gilgamesch und Enkidu, Gilgamesch beleidigt in seiner Hybris Ischtar weiter. Die Götter beschließen, ihm zur Strafe den geliebten Freund zu nehmen: Enkidu stirbt an einer rätselhaften Krankheit.
Der untröstliche Gilgamesch begibt sich auf der Suche nach der Unsterblichkeit bis an den östlichen Rand der Erde zum sagenhaften Zwillingsberg, der den Blick auf die Sonnenbahn freigibt.
Er sucht bei Utanapischti, dem babylonischen Vorbild des biblischen Noah und Überlebenden der vorzeitlichen Sintflut, und gewinnt zwar nicht den Freund zurück oder überwindet die Sterblichkeit, aber erlangt Erkenntnis über sein menschliches Dasein, mit dem Rat des Utanapischti: „Tue das, was eines Königs Pflicht ist.“ Am Ende seines Weges, am Ufer des unterirdischen Süßwasserozeans, verwandelt er sich und findet wieder in die Welt der Menschen.
Gilgamesch kehrt nach Uruk zurück und wird zu einem lange regierenden, klugen Herrscher. Er lässt die Stadtmauer Uruks erbauen und den Tempel der Göttin Ischtar.

## Text und Musik

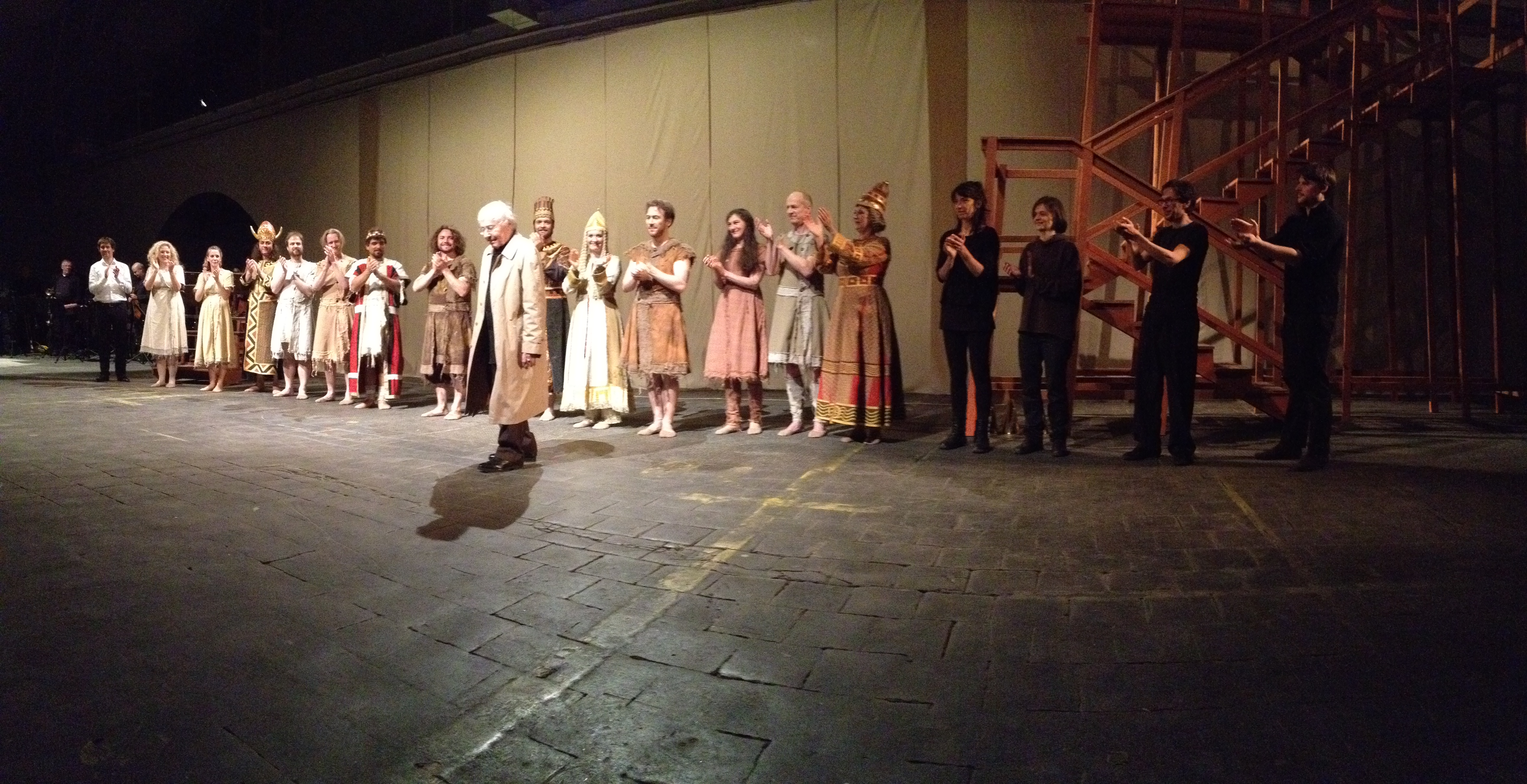
René Clemencic bei der Uraufführung der Oper Gilgamesch durch das sirene Operntheater 2015

Frühen sumerischen Aufzeichnungen zufolge wurden die Epen dem Herrscher vorgesungen, während er mit seinen Beratern und Freunden zu Tisch saß und Bier trank. René Clemencic setzte deshalb bei seiner Vertonung des Epos auf den Gesang. 16 Protagonisten besingen die Kämpfe und Leiden und die Reisen des Helden ans Ende der Welt, begleitet von einem Kammerorchester aus fünf Streichern, fünf Blechbläsern und fünf Schlagwerkern. 
Das Libretto von Kristine Tornquist verbindet eine texttreue Bearbeitung des immer noch nicht vollständig vorliegenden Epos in Ergänzung durch andere sumerische bzw. akkadische Mythen und Texte. Und – als einzigen Eingriff in das sonst original belassene Material – den abstrakten Begriff der Zeit, den die mesopotamischen Völker nicht kannten.

## Werkgeschichte
Der Uraufführung fand am 21. Mai 2015 in der Expedithalle der ehemaligen Ankerbrot-Fabrik in Wien statt. Das sirene Operntheater gab bis zum 29. Mai sechs Vorstellungen mit einem sehr aufwendigen Schattentheater vor ausverkauftem Haus.
Die musikalische Leitung übernahm François-Pierre Descamps, Regie führte die Autorin Kristine Tornquist.
Sängerinnen und Sänger
- Nicholas Spanos (Gilgamesch)
- Gernot Heinrich (Gale)
- Lisa Rombach (Ischtar/Schamchat)
- Ingrid Habermann (Aruru/Ninsun)
- David Jagodich (Schamasch/Ea)
- Apostol Milenkov (Enlil/Anu)
- Romana Amerling (Sopran)
- Susanne Kurz (Sopran)
- Claudia Haber (Sopran)
- Wilhelm Spuller (Tenor)
- Bernd Lambauer (Tenor)
- Johann Leutgeb (Bariton)
- Clemens Kölbl (Bariton)

Leading Team
- Kristine Tornquist (Regie)
- François-Pierre Descamps (musikalische Leitung)
- Jakob Scheid (Bühne)
- Markus Kuscher (Kostüm)
- Fabricio Ferrari, Manuela Hämmerle, Stamatia Kornaraki, Thomas Iffländer-Wittenberg (Schattenspiel)
- Csilla Domjan (Maske)
- Edgar Aichinger (Licht und Ton)
- Isabelle Gustorff (Dramaturgie)
- Jury Everhartz (Produktionsleitung)